# Yahoo! Groups

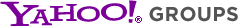
Antiguo logotipo de Yahoo! Groups, utilizado desde 2009 hasta 2013.

Yahoo! Grupos (del inglés: Yahoo! Groups) fue una de las mayores colecciones de foros de discusión en internet en el mundo. Formaba parte de la oferta de servicios de Yahoo!.
El concepto de Grupos se refiere a una herramienta de comunicación en internet, híbrida entre una lista de correo y un foro. En otras palabras, los mensajes de cada grupo se pueden leer y publicar por correo electrónico o bien en la página de inicio del grupo, como en un foro. Además, los miembros pueden escoger si reciben resúmenes diarios o especiales, o si desean leer las contribuciones del grupo en el sitio web del mismo. Los grupos se pueden crear con acceso público o restringido. Algunos grupos son meros tableros de anuncio tipo boletines, en los que solo los moderadores del grupo pueden publicar, mientras que otros constituyen foros de discusión. Las variaciones de Yahoo! Groups son prácticamente infinitas.
Luego de lo anunciado en un comunicado publicado el 12 de octubre de 2020, el 15 de diciembre de 2020 se cerró el sitio web de Yahoo Grupos y los miembros ya no pueden enviar ni recibir correos electrónicos de Yahoo Grupos.